# Hartmut Leser
Hartmut Leser (* 23. November 1939 in Naumburg (Saale)) ist ein deutscher Physiogeograph und Landschaftsökologe. Von 1973 bis zu seiner Emeritierung 2005 war er ordentlicher Professor für Physiogeographie und Landschaftsökologie und Direktor des Geographischen Instituts der Universität Basel. Seine Forschungsgebiete sind Landschaftsökologie, Methodologie, Geomorphologie und Kartographie.

## Akademischer Lebenslauf
Hartmut Leser absolvierte 1958 in seiner Geburtsstadt das Abitur. Er studierte von 1959 bis 1961 an der Technischen Hochschule Stuttgart und von 1961 bis 1965 an der Rheinischen Friedrich-Wilhelms-Universität Bonn Geographie, Geologie, Zoologie und Bodenkunde.
Zu seinen akademischen Lehrern zählen H. Aldinger (Geologie), M. Bense (Philosophie), R. Brinkmann (Geologie), W. Carlé (Angewandte Geologie), H. Flohn (Meteorologie), O. Fränzle (Geomorphologie, Geoökologie), O. F. Geyer (Geologie), M. P. Gwinner (Geologie), H. Hahn (Wirtschaftsgeographie), E. Mückenhausen (Bodenkunde), G. Niethammer (Zoologie, Ornithologie), E. Ostendorff (Bodenkunde), K. Paffen (Geographie), O. Pflugfelder (Physiologie, Zoologie), E. Schmidt-Kraepelin (Fernerkundung), W.-D. Sick (Geographie), H. Walter (Geobotanik, Ökologie), P. Woldstedt (Quartärgeologie).
1965 promovierte er in Bonn bei Carl Troll zum Dr. rer. nat. Von 1965 bis 1969 war er Wissenschaftlicher Assistent von Herbert Wilhelmy am Geographischen Institut der Eberhard-Karls-Universität Tübingen, wo er 1969 auch habilitiert wurde. Im selben Jahr wurde er Universitätsdozent, 1971 Wissenschaftlicher Rat und Professor an der Technischen Universität Hannover.
Von 1973 bis zu seiner Emeritierung 2005 war er ordentlicher Professor für Physiogeographie und Landschaftsökologie und Direktor des Geographischen Instituts der Universität Basel. Seine Forschungsgebiete sind Landschaftsökologie, Methodologie, Geomorphologie und Kartographie. Leser veröffentlichte über 400 Aufsätze und Abhandlungen in Fachzeitschriften sowie Festschriften, Lehrbüchern und Sammelwerken.

## Integrativer Ansatz der Geographie
Hartmut Leser war ein Vertreter des integrativen Ansatzes in der Geographie sowie von philosophisch-ethischen Positionierungen. Leser veröffentlichte 1976 das damals weltweit erste Landschaftsökologie-Lehrbuch (2017 fünfte Auflage, diese zusammen mit Jörg Löffler, Bonn).
Seine Aufsätze zur Wissenschaftstheorie der Geographie stellen den integrativen Ansatz in den Mittelpunkt. H. Leser vertrat die Position, auf Einheit in Inhalt und Form der Geographie zu achten und die Aufgliederung in Einzelfächer möglichst zu minimieren. Die Aufgliederung in Fächer führt seine Meinung nach (wie auch in anderen Wissenschaften) zur Spezialisierung und steht der Idee einer gesamthaften Wahrnehmung, Darstellung, Modellierung und Entwicklung von Welt und Umwelt entgegen. Mit diesem Gedanken drückt H. Leser seine Verbundenheit zur Gesamtheit von Natur und Lebensraum und zu den Zielen der Nachhaltigkeit aus.

## Funktionen
Funktionen an der Universität Basel:
- 1974–1996 Direktor des Geographischen Instituts der Universität Basel.
- 1985–1986 Dekan der Philosophisch-Naturwissenschaftlichen Fakultät der Universität Basel und zugleich Mitglied der Regenz (= Senat) der Universität Basel.
- 1991–1998 Mitglied der Regenz der Universität Basel.
- 1996–1999 Vorsteher des Departements Geographie Universität Basel (ab 1999 Stellvertretender Vorsteher).
- 1997–1998 Mitglied der „Task Force Geowissenschaften“ der Universität Basel zur Vereinigung der Departemente Geographie und Erdwissenschaften zu einem Departement Geowissenschaften und zur Vorbereitung eines Studienganges „Umweltgeowissenschaften“.
- 1999–2000 Mitglied der Curriculumskommission für das gemeinsame 1. Studienjahr Geographie/Erdwissenschaften (= künftiges Departement Geowissenschaften).

Wissenschaftliche Funktionen:
- 1965–1966 Mitarbeit in der IGU-Kommission „Geomorphological Survey and Mapping“.
- 1966–1980 Korrespondierendes Mitglied der IGU-Kommission „Geomorphological Survey and Mapping“.
- 1971–1985 Leiter des Arbeitskreises „Südwestafrika/Namibia“ der S.W.A. Scientific Society Windhuk/Namibia für Mitteleuropa.
- 1974–2000 Mitglied der Trinationalen „Konferenz Oberrheinischer Regionalplaner“.
- 1974–1976 Mitglied der Vorbereitungsgruppe des DFG-Schwerpunktprogramms „Geomorphologische Kartierung in der Bundesrepublik Deutschland“.
- 1976–1986 Mitglied der fünfköpfigen Koordinationskommission des Schwerpunktprogramms „Geomorphologische Kartierung in der Bundesrepublik Deutschland“ der Deutschen Forschungsgemeinschaft (1976–1986) und Mitherausgeber der „Geomorphologischen Karte der Bundesrepublik Deutschland 1 : 25 000 und 1 : 100 000“.
- 1974–1990 Mitglied der „Schweizerischen Geographischen Kommission (SGgK)“ der „Schweizerischen Akademie für Naturwissenschaften (SANW)“.
- 1990–1996 Delegierter der „Geographischen Gesellschaft der Schweiz (ASG)“ als Nachfolgeorgan der SGgK.
- 1979 Wahl zum ordentlichen Mitglied des „Zentralausschusses für deutsche Landeskunde“. Ab 1995: „Deutsche Akademie für Landeskunde (DAL)“.
- 1975–1986 Mitglied des Vorstandes der „Schweizerischen Geomorphologischen Gesellschaft (SGmG)“.
- 1980–1986 Präsident der SGmG.
- 1980–1988 Mitglied der IGU-Working Group „Landscape Ecology and Landscape Synthesis“.
- 1980–1988 Vollmitglied der IGU-Working Group „Geomorphological Survey and Mapping“.
- 1980–1982 Vorsitzender des Ortsausschusses und Organisator des 18. Deutschen Schulgeographentages 1982 in Basel-Lörrach. Eröffnung durch den Alt-Rektor der Technischen Universität Stuttgart und Staatssekretär a. D. Professor Dr. Dr. h.c. Wolfgang Meckelein.
- 1984–1990 Leiter des Arbeitskreises im „Zentralausschuß für deutsche Landeskunde“ „Geoökologische Karte 1 : 25 000 und Naturraumpotential“.
- 1986–1998 Mitglied der Forschungskommission der „Schweizerischen Akademie für Naturwissenschaften (SANW)“.
- 1989 zusammen mit J. de Ploey (Leuven) und G. Haase (Leipzig) Sektionspräsident der „Second International Conference on Geomorphology and Geoecology Frankfurt/Main 1989“ und Herausgeber der Proceedings „Geomorphology and Geoecology: Geomorphological Approaches in Applied Geography“ (Berlin 1991).
- 1989–1991 Vorsitzender des Ortsausschusses und Organisator des 48. Deutschen Geographentages 1991 in Basel. Eröffnung durch den Bundesminister für Forschung und Technologie, Dr. Heinz Riesenhuber, und den Alt-Rektor der Universität Bern, Professor Dr. Dr. h.c. Bruno Messerli.
- 1990–1998 Mitglied des Internationalen Wissenschaftlichen Beirats des REKLIP (Deutsch-Französisch-Schweizerisches Regio-Klimaforschungsprojekt Mittlerer und Südlicher Oberrheingraben).
- 1993–2000 Gutachter der Deutschen Forschungsgemeinschaft für den Sonderforschungsbereich 275 „Klimagekoppelte Prozesse in meso- und känozoischen Geoökosystemen“ an der Universität Tübingen.
- 1994 Member of Advisory Board und Chairman der Sitzungsgruppe „Society and Landscape, Landscape Ecology“ Regional Conference of the International Geographical Union „Environment and Quality of Life in Central Europe: Problems of Transition“ Prag 22.-26.08.1994.
- 1996 Chairman and Member of Advisory Board „European Geomorphological Conference“ der „International Association of Geomorphology (IAG)“ Budapest 09.-12.04.1996.
- 1997–2002 Projektleiter für das schweizerische Geographielehrmittel „Geobuch“ Band 1 und 2 für den Geographieunterricht auf der Sekundarstufe I der deutschsprachigen Kantone der Schweiz.
- 2000 Mitglied des Evaluierungskomitees Geographie der Universität Mainz.
- 2002 Mitglied des Evaluierungskomitees für die Geographischen Institute der Universitäten des Bundeslandes Baden-Württemberg.
- 2003 Mitglied des Evaluierungskomitees für die Geowissenschaften der Technischen Universität Braunschweig.
- 2005 Mitglied des Evaluierungskomitees für die Geowissenschaften der Universität Bayreuth.
- 2006–2015 Präsident der Geographisch-Ethnologischen Gesellschaft Basel (GEG).
- 2007 Mitglied des Evaluierungskomitees für die Geowissenschaften der Universität Göttingen und der Universität Leipzig.
- 2010 Mitglied des Evaluierungskomitees für die Studiengänge Geographie, Umweltnaturwissenschaften, Waldwirtschaft und Umwelt der Universität Freiburg im Breisgau.

Ab 1976 in unregelmäßigen Abständen Sondergutachter der Deutschen Forschungsgemeinschaft (DFG), des Fonds zur Förderung der Wissenschaftlichen Forschung (FWF Österreich), der Helmholtz-Gemeinschaft und der Deutschen Volkswagenstiftung für wissenschaftliche Projekte.
Mitwirkung in zahlreichen externen Berufungskommissionen in Deutschland, der Schweiz und Österreich.

## Forschungsarbeiten im Ausland bzw. Übersee
- 1967–1968 (9 Monate) Kalahari/Namibia.
- 1970–0000 (4 Monate) Kalahari/Republik Südafrika und Namibia.
- 1971–0000 (3 Monate) Sandveld/Namibia.
- 1973–0000 (3 Monate) Oranje, Namib, Escarpment/Republik Südafrika und Namibia.
- 1976–0000 (3 Monate) Namib, Kaokoveld und Escarpment/Namibia.
- 1980–0000 (1 Monat)e Nordindisches Tiefland und Himalaya/Indien.
- 1984–0000 (2 Monate) Hornsund/Südspitzbergen.
- 1987–0000 (2 Monate) Ny-Ålesund/Nordwestspitzbergen.
- 1989–0000 (1 Monat)e Äthiopien, Somalia.
- 1990–0000 (1 Monat)e Liefdefjorden/Nordspitzbergen.
- 1992–0000 (2 Wochen) Liefdefjorden/Nordspitzbergen.
- 1993–0000 (4 Wochen) Etosha, Escarpment, Namib/Namibia.
- 1996–0000 (6 Wochen) Kaokoveld, Escarpment und Namib/Namibia.
- 1997–0000 (3 Wochen) Kaokoveld, Escarpment und Namib/Namibia.
- 1998–0000 (3 Wochen) Kaokoveld, Escarpment und Namib/Namibia.
- 1999–0000 (4 Wochen) Hunsberge, Kaokoveld, Escarpment und Namib/Namibia.
- 2000–0000 (4 Wochen) Kaokoveld, Escarpment und Namib/Namibia.
- 2001–0000 (4 Wochen) Kaokoveld, Escarpment, Hunsberge, Oranje/Namibia.
- 2002–0000 (4 Wochen) Konkiep-Gebiet und Kaokoveld/Namibia.
- 2003–0000 (5 Wochen) Namib-Rand zwischen Naukluft und Hunsberge/Namibia.
- 2004–0000 (4 Wochen) Kaokoveld/Namibia.
- 2005–0000 (4 Wochen) Hunsberge und Boomrivier/Oranje/Namibia.
- 2008–0000 (4 Wochen) Kaokoveld, Nördl. u. Mittlere Namib sowie Huns- und Fischflussgebiet/Namibia
- 2010–0000 (5 Wochen) Kaokoveld, Nördl. u. Mittlere Namib sowie Fischflussgebiet/Namibia

Kleinere privat und dienstlich durchgeführte Reisen, Praktika sowie Exkursionen führten in praktisch alle nord-, ost-, mittel- und westeuropäischen Länder sowie in verschiedene Länder und auf Inseln des Mittelmeerraumes (Liparische Inseln, Italien, Spanien, Jugoslawien, Griechenland, Kreta, Naxos, Marokko, Libanon, Syrien) sowie Kanarische Inseln, Oman, La Réunion sowie in die USA (Arizona, Californien, New Mexico, Utah, Staat New York).

## Ehrungen (Auswahl)
- 1996: Pollichia-Ehrennadel in Silber
- 1999: Ehrenmitglied der Geographisch-Ethnologischen Gesellschaft Basel
- 1999: Goldmedaille der Universität Warschau
- 2000: Dr. rer. nat. ehrenhalber der Universität Stuttgart
- 2001: Ehrenmitglied der Societas Geographica Polonica
- 2008: Ehrenmitglied der Verbands Geographie Schweiz

## Schriften (Auswahl)
- Landschaftsökologie (= UTB. Bd. 521). Ulmer, Stuttgart 1976; 4., neu bearbeitete Auflage 1997, ISBN 3-8252-0521-5.
- Mit anderen: Diercke-Wörterbuch Ökologie und Umwelt. 2 Bände. Westermann, Braunschweig 1993.
- Als Hrsg.: Westermann-Lexikon Ökologie & Umwelt. 2 Bände. Westermann, Braunschweig 1994.
- mit Wolfgang Panzer: Geomorphologie. Westermann Verlag: Das Geographische Seminar, 1981, ISBN 3-14-160294-8.